# 阿希亞鄉

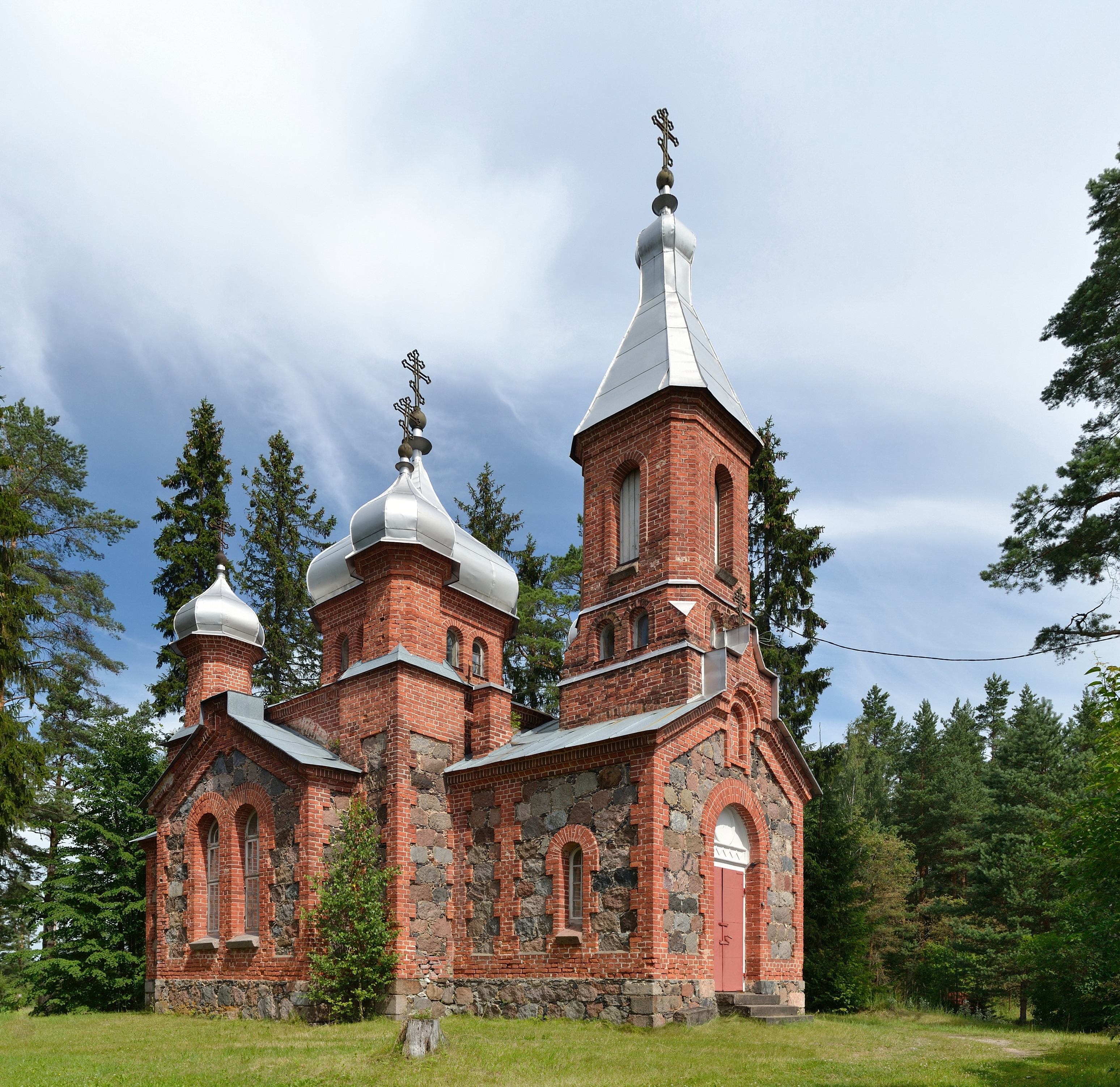
凯尔萨东正教堂

阿希亞鄉，曾是愛沙尼亞珀爾瓦縣的一個鄉村型市镇，位於該國東南部，行政中心設於阿希亞，面積72平方公里，2015年人口963，人口密度每平方公里13人。
2017年爱沙尼亚行政改革后，阿希亚市镇与其他市镇一起合并为新的珀尔瓦市镇。
58°12′26″N 27°4′28″E / 58.20722°N 27.07444°E